# Афганістан на Олімпійських іграх
Афганістан бере участь в Олімпійських іграх з 1936 року. Всього в Іграх брали участь 127 представників даної країни, які виступали в дев'яти видах спорту. Найбільші делегації (25 спортсменів) представляли на Олімпійських іграх у 1948 році. У 1999 році МОК заборонив Афганістану брати участь в іграх у Сіднеї, оскільки НОК не дотримувався Олімпійської хартії, зокрема, заборона щодо жінок у спорті, запроваджена керівним режимом талібів. Після падіння режиму талібів Афганістан сформував новий Національний олімпійський комітет та брав участь в іграх у 2004 році в Афінах та 2008 році у Пекіні. Спортсмени країни не змогли завоювати жодної медалі. У зимових Олімпійських іграх Афганістан не брав участі.
Національний олімпійський комітет Афганістану створено в 1920 році.

## Виступи на олімпіадах
| Ігри                | Атлети          | Атлети за видами спорту | Атлети за видами спорту | Атлети за видами спорту | Атлети за видами спорту | Атлети за видами спорту | Атлети за видами спорту | Атлети за видами спорту | Атлети за видами спорту | Атлети за видами спорту | Медалі          | Медалі          | Медалі          | Медалі          |
| Ігри                | Атлети          | Легка атлетика          | Бокс                    | Футбол                  | Хокей на траві          | Дзюдо                   | Стрільба                | Плавання                | Тхеквондо               | Боротьба                | Золото          | Срібло          | Бронза          | Разом           |
| ------------------- | --------------- | ----------------------- | ----------------------- | ----------------------- | ----------------------- | ----------------------- | ----------------------- | ----------------------- | ----------------------- | ----------------------- | --------------- | --------------- | --------------- | --------------- |
| 1936 Берлін         | 15              | 2                       | -                       | -                       | 13                      | -                       | -                       | -                       | -                       | -                       | 0               | 0               | 0               | 0               |
| 1948 Лондон         | 25              | -                       | -                       | 11                      | 14                      | -                       | -                       | -                       | -                       | -                       | 0               | 0               | 0               | 0               |
| 1952 Гельсінкі      | не брав участі  | не брав участі          | не брав участі          | не брав участі          | не брав участі          | не брав участі          | не брав участі          | не брав участі          | не брав участі          | не брав участі          | не брав участі  | не брав участі  | не брав участі  | не брав участі  |
| 1956 Мельбурн       | 12              | -                       | -                       | -                       | 12                      | -                       | -                       | -                       | -                       | -                       | 0               | 0               | 0               | 0               |
| 1960 Рим            | 12              | 5                       | -                       | -                       | -                       | -                       | -                       | -                       | -                       | 7                       | 0               | 0               | 0               | 0               |
| 1964 Токіо          | 8               | -                       | -                       | -                       | -                       | -                       | -                       | -                       | -                       | 8                       | 0               | 0               | 0               | 0               |
| 1968 Мехіко         | 5               | -                       | -                       | -                       | -                       | -                       | -                       | -                       | -                       | 5                       | 0               | 0               | 0               | 0               |
| 1972 Мюнхен         | 8               | -                       | -                       | -                       | -                       | -                       | -                       | -                       | -                       | 8                       | 0               | 0               | 0               | 0               |
| 1976 Монреаль       | не брав участі  | не брав участі          | не брав участі          | не брав участі          | не брав участі          | не брав участі          | не брав участі          | не брав участі          | не брав участі          | не брав участі          | не брав участі  | не брав участі  | не брав участі  | не брав участі  |
| 1980 Москва         | 11              | -                       | 3                       | -                       | -                       | -                       | -                       | -                       | -                       | 8                       | 0               | 0               | 0               | 0               |
| 1984 Лос-Анджелес   | не брав участі  | не брав участі          | не брав участі          | не брав участі          | не брав участі          | не брав участі          | не брав участі          | не брав участі          | не брав участі          | не брав участі          | не брав участі  | не брав участі  | не брав участі  | не брав участі  |
| 1988 Сеул           | 5               | -                       | -                       | -                       | -                       | -                       | -                       | -                       | -                       | 5                       | 0               | 0               | 0               | 0               |
| 1992 Барселона      | не брав участі  | не брав участі          | не брав участі          | не брав участі          | не брав участі          | не брав участі          | не брав участі          | не брав участі          | не брав участі          | не брав участі          | не брав участі  | не брав участі  | не брав участі  | не брав участі  |
| 1996 Атланта        | 2               | 2                       | -                       | -                       | -                       | -                       | -                       | -                       | -                       | -                       | 0               | 0               | 0               | 0               |
| 2000 Сідней         | не брав участі1 | не брав участі1         | не брав участі1         | не брав участі1         | не брав участі1         | не брав участі1         | не брав участі1         | не брав участі1         | не брав участі1         | не брав участі1         | не брав участі1 | не брав участі1 | не брав участі1 | не брав участі1 |
| 2004 Афіни          | 5               | 2                       | 1                       | -                       | -                       | 1                       | -                       | -                       | -                       | 1                       | 0               | 0               | 0               | 0               |
| 2008 Пекін          | 4               | 2                       | -                       | -                       | -                       | -                       | -                       | -                       | 2                       | -                       | 0               | 0               | 1               | 1               |
| 2012 Лондон         | 6               | 2                       | 1                       | -                       | -                       | 1                       | -                       | -                       | 2                       | -                       | 0               | 0               | 1               | 1               |
| 2016 Ріо-де-Жанейро | 3               | 2                       | -                       | -                       | -                       | 1                       | -                       | -                       | -                       | -                       | 0               | 0               | 0               | 0               |
| 2020 Токіо          | 6               | 3                       | -                       | -                       | -                       | -                       | 1                       | 1                       | 1                       | -                       | 0               | 0               | 0               | 0               |
| Загалом             | 127             | 20                      | 5                       | 11                      | 39                      | 3                       | 1                       | 1                       | 5                       | 42                      | 0               | 0               | 2               | 2               |

1Афганістану заборонили брати участь в Олімпійських іграх через дискримінацію жінок за законами Талібану того часу.

## Медалі за видами спорту
| Види спорту | Золото | Срібло | Бронза | Загалом |
| Тхеквондо   | 0      | 0      | 2      | 2       |
| Загалом     | 0      | 0      | 2      | 2       |

## Медалісти
| Медаль | Ім'я           | Ігри        | Вид спорту | Дисципліна        |
| ------ | -------------- | ----------- | ---------- | ----------------- |
| Бронза | Рогулла Нікпаї | 2008 Пекін  | Тхеквондо  | Чоловіки до 58 кг |
| Бронза | Рогулла Нікпаї | 2012 Лондон | Тхеквондо  | Чоловіки до 68 кг |